# 박세진 (농구 선수)
박세진(朴世晉, 1993년 5월 24일~ )은 대한민국의 농구선수이며 포지션은 센터이다. 2017년 시즌이 끝나고 개명하였고, 개명 전 이름은 한준영이다

## 출신학교
- 수미초등학교
- 광안중학교
- 용산고등학교
- 한양대학교